# Гватемальский квезал
Гватемальский квезал, или центральноамериканский квезал, или просто квезал, или квезаль, или кетсаль, или кетцаль (лат. Pharomachrus mocinno) — вид тропических птиц из отряда трогонообразных.

## Описание
Гватемальский квезал — самый крупный из квезалов и вообще всех трогоновых птиц. Общая длина тела с хвостом достигает 40 см, а вместе с длинными перьями надхвостья может превышать 70 см. Масса 210 г. Четыре пера надхвостья (верхние кроющие перья хвоста) у самца очень длинные, лентовидные, особенно длинные два средних пера, они в три раза длиннее корпуса птицы и могут достигать длины около 90 см, два других немного короче. Все они рассучены и образуют подобие шлейфа, который сверху полностью скрывает рулевые перья хвоста. На голове у самца встопорщенные, вспушённые перья образуют невысокий, но широкий хохолок, который отчасти прикрывает сверху клюв. На щеках пучки рассученных перьев, из-за которых щёки кажутся вздутыми. Большие кроющие перья крыла (плечевые перья) удлиненные и образуют подобие зубчастой гирлянды, которая покрывает тёмные крылья, спускаясь по бокам тела. Окраска оперения верхней части тела, головы и верхней части груди яркая бронзово-зелёная с золотистым оттенком и металлическим блеском, при боковом освещении с заметным синим отливом. Нижняя часть груди, брюшко и подхвостье яркие насыщенного малиново-красного цвета. Хвост из 12 рулевых перьев. Перья хвоста однотонные, три средние пары тёмные, три боковые — белые, из-за чего хвост снизу кажется белым. Клюв сравнительно короткий, широкий и высокий, ярко-жёлтый, со слабоизогнутой вершиной с небольшим крючком на конце. Ноздри голоринальные, несквозные. Зев очень широкий, окруженный щетинками. Крылья относительно короткие и закруглённые, с десятью первостепенными маховыми перьями.

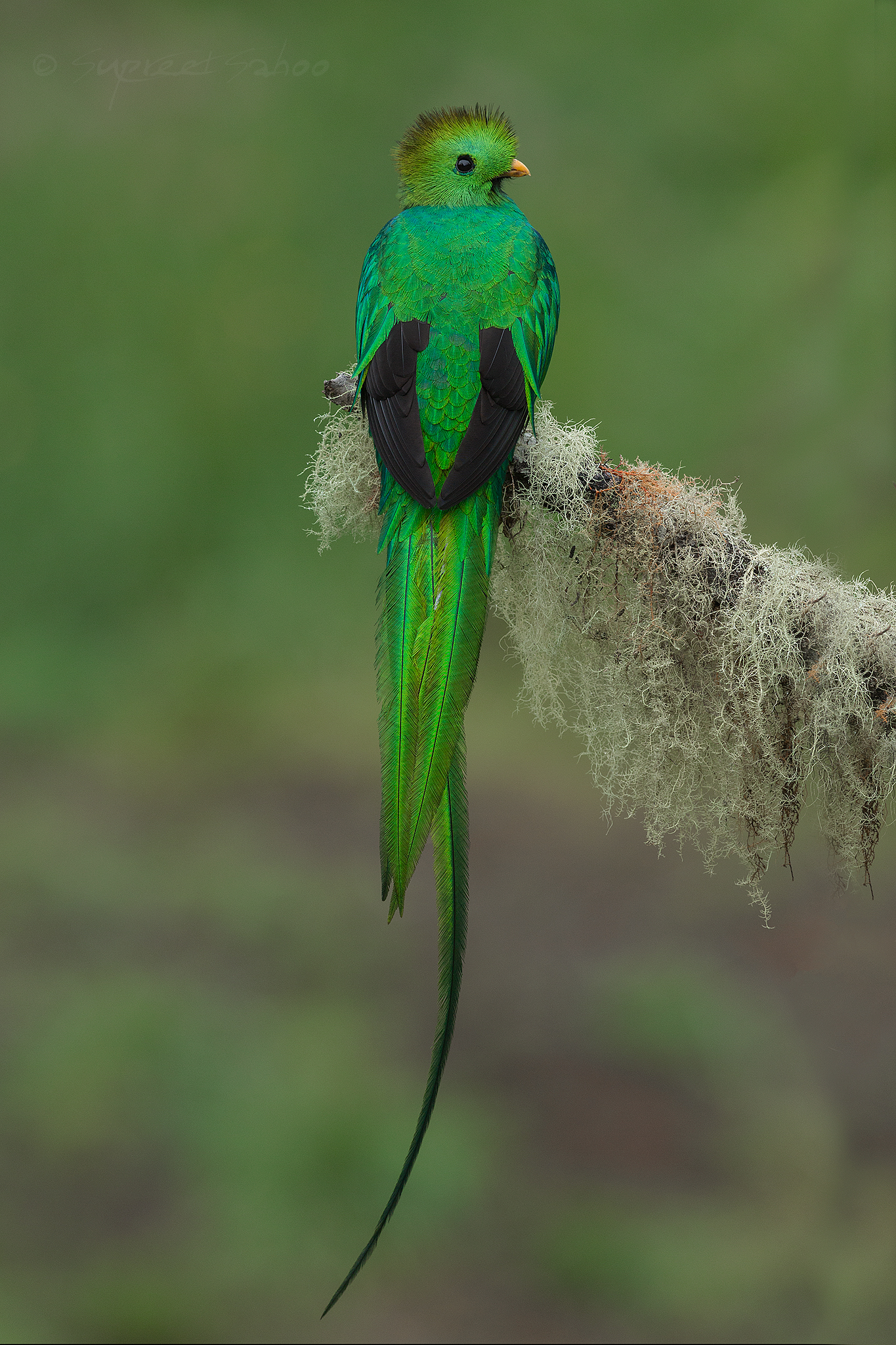
Самец квезала, вид сверху
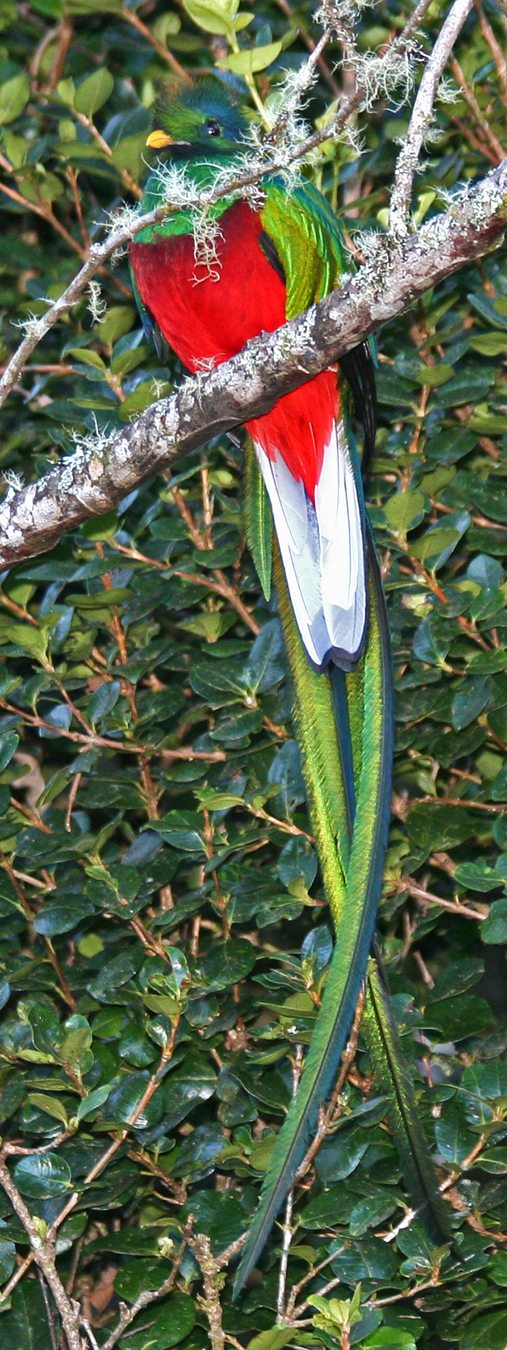
Вид снизу

Окраска верхней части тела самки также бронзово-зелёная, но без золотистого оттенка, у неё нет длинных перьев на надхвостье и плечах и хохла на голове, голова и грудь коричневатые, брюшко серое, подхвостье красное. Перья хвоста тёмные, бурые с белым рисунком. Клюв более низкий и тёмный. Молодые птицы менее яркие, у самцов перья надхвостья намного короче, может пройти до трёх лет, прежде чем они достигнут своей максимальной длины.
В целом оперение квезала мягкое, густое и пушистое, у контурных перьев хорошо развит побочный стержень, пуха нет. Однако перья дежатся в коже достаточно слабо и легко выпадают. Предполагается, что это пассивный способ защиты от хищников, которые при нападении вырывают пучок перьев, а птица при этом имеет возможность спастись. К концу гнездового сезона оперение самца обнашивается, становясь менее ярким.
Ноги достаточно слабые, но цепкие, с короткой, частично оперённой цевкой, гетеродактильные — два сросшихся в основаниях пальца (3-й и 4-й) направлены вперёд, два (1-й и 2-й) — назад, на пальцах острые когти.
Квезал в целом молчалив, лишь иногда издаёт мягкие, слышные издалека, трёх-четырёхсложные крики «вей-вей-вей-вао» с ударением на последнем слоге.

## Ареал и места обитания
Гватемальский квезал распространён в Центральной Америке от юга Мексики до запада Панамы. Встречается на крайнем юге Мексики, в южной половине Гватемалы, на большей части территории Гондураса (кроме востока страны), крайнего севера и северо-востока Сальвадора, на северо-западе Никарагуа, в Коста-Рике и на западе Панамы. Обитает в ненарушенных, влажных, покрытых эпифитами вечнозеленых горных тропических лесах и туманных (облачных) горных лесах, встречаясь в густо заросших лесами ущельях и на лесистых скалах; его также можно найти на лесных прогалинах с разреженной растительностью и на пастбищах, а также на примыкающих к лесу открытых участках с разбросанными деревьями. Однако обычно он предпочитает зрелый лес. Встречается на высоте от 900 до 2275 м на юге Мексики (в штате Оахака) и на высотах от 1200—1500 м до 3200 м в более южных частях своего ареала. Держится в пологе и подпологе леса.
Квезал обычен в горах Кордильера-де-Таламанка на юго-востоке Коста-Рики и других охраняемых туманных лесах этой страны, заповедниках Серро-Эль-Ареналь и Серро-Киламбе в Никарагуа и национальном парке Сьерра-де-Агальта в Гондурасе. В других местах он может быть от редкого вида до локально обычного. В центре и на востоке Гватемалы он обычен в горах Sierra Yaliux и Сьерра-де-лас-Минас, где его популяции были стабильными в начале 2000-х годов, но сейчас, вероятно, сокращаются из-за потери среды обитания. В 1977 году в Коста-Рике насчитывалось 12 868—13 821 особей квезала в горных лесах Таламанки и 4 652—4 997 особей в национальном парке Ла-Амистад, исходя из экстраполяции плотности популяции 2,7—2,9 птицы/км². В 2007 году его популяции на ключевых орнитологических территориях в Коста-Рике в течение сезона размножения оценивались в 2 810—4 780 половозрелых особей, а на ключевых орнитологических территориях Панамы — в 2 300—6 246 половозрелых особей. В настоящее время популяция вида сокращается.
Общая численность популяции гватемальского квезала в природе точно неизвестна. По приблизительным оценкам специалистов, она составляет менее 50 000 особей и находится в диапазоне от 20 до 50 тысяч. Считается, что некоторые его субпопуляции могут увеличиваться или, по крайней мере, оставаться стабильными, но в то же время другие сокращаются. Основной причиной сокращения считается повсеместное обезлесение.

## Подвиды
Выделяют 2 подвида квезала:
- Pharomachrus mocinno mocinno — номинативный, северный подвид, распространённый от юга Мексики до севера Никарагуа;
- Pharomachrus mocinno costaricensis — южный подвид, обитающий в Коста-Рике и западной Панаме. Немного меньше номинативного подвида по размеру, имеет более короткие и узкие перья хвоста[9].

## Образ жизни
В целом квезал, как и все трогоновые, малоподвижная и спокойная птица, большую часть времени он сидит вертикально на ветвях в кронах деревьев, втянув голову и опустив хвост. Такое поведение способствует маскировке птицы, окраска которой, несмотря на её яркость, сливается с зеленью листвы, расчленяет её контур среди игры света и теней, особенно когда блеск растительности усиливает дождь, или когда яркость оперения скрывает облачность горных вечнозеленых лесов. Яркий красный цвет оперения на груди квезала привлекает хищников, поэтому, чтобы свести к минимуму любое нежелательное внимание, он часто сидит спиной к стороне, от которой наиболее вероятно может исходить опасность.

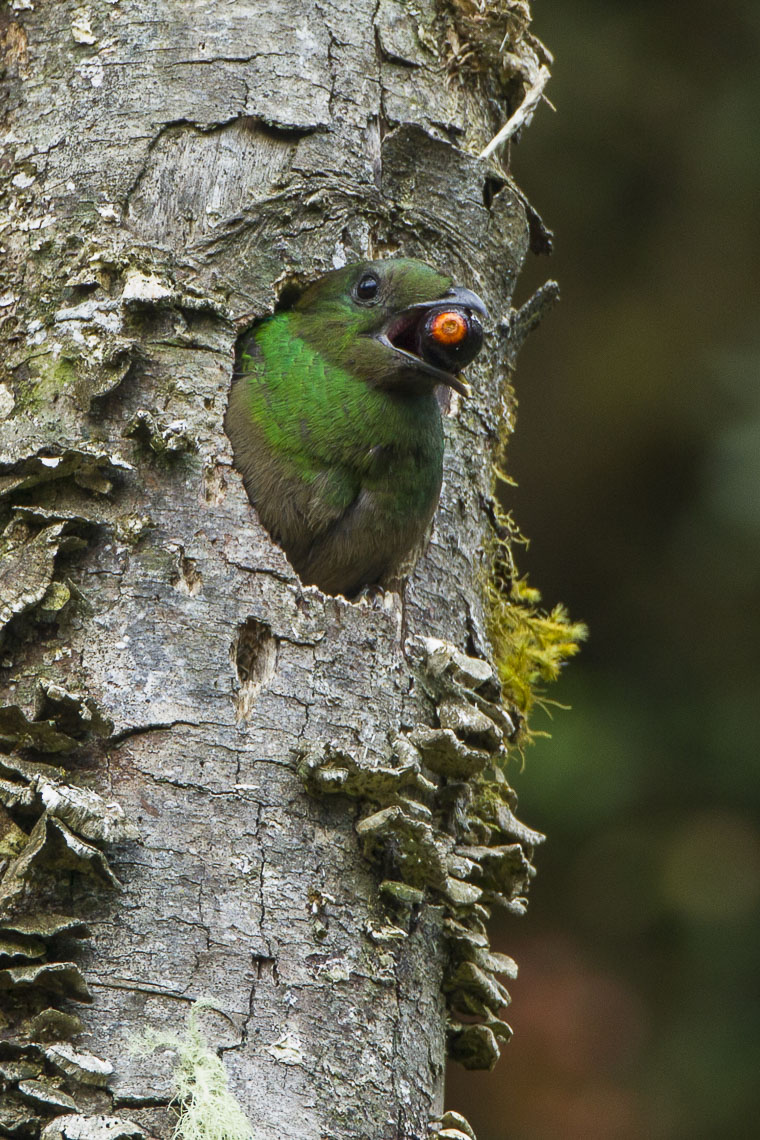
Квезал с ягодой окотеи

Оседлые, территориальные птицы, встречающиеся поодиночке. В Гватемале территория, занимаемая одной птицей, составляет 6—10 га. Квезалы совершают сезонные перемещения, перекочёвывая на зиму в другие места.

## Питание

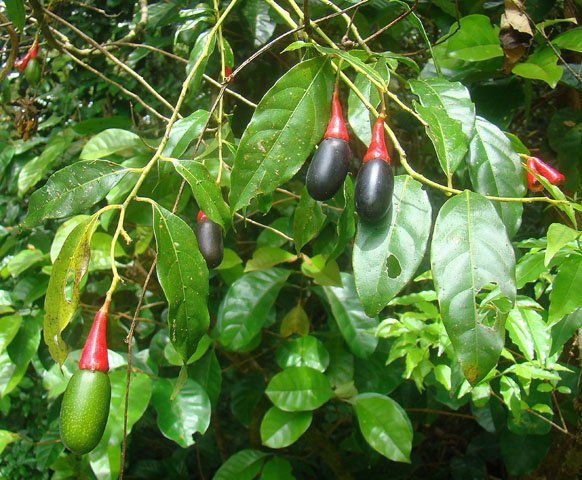
Ягоды окотеи

Преимущественно плодоядный вид. Квезал питается в основном крупными плодами (ягодами) дерева окотея, достигающими 3—5 см в длину, которые глотает целиком и которые ядовиты для многих других животных. Квезалы употребляют плоды около 18 видов окотей, распределение мест произрастания и время созревания плодов которых, как предполагают орнитологи, влияют на время и направление сезонных высотных перемещений этих птиц от около 1000 до около 3000 м над уровнем моря. Однако поедает квезал и плоды других деревьев. Так, в заповеднике туманного леса Монтеверде в Коста-Рике он в течение года питается плодами как минимум 41 вида растений.
При случае квезал поедает также мелких древесных лягушек и ящериц, улиток и насекомых, однако питается ими в основном в период размножения.
Свой кормовой объект квезал вначале внимательно высматривает, сидя неподвижно на ветвях и оценивая его привлекательность, например, зрелость плода. Затем он срывается с места и хватает его клювом с подлёта, сразу возвращаясь назад на свой насест. Вернувшись на место, он заглатывает добычу целиком (чему способствует его широкий зев). Если он съел плод, то через некоторое время отрыгивает его непереваренную косточку. Зоба, как и у всех трогонов, у квезала нет, пища сразу поступает в объёмистый желудок.

## Размножение

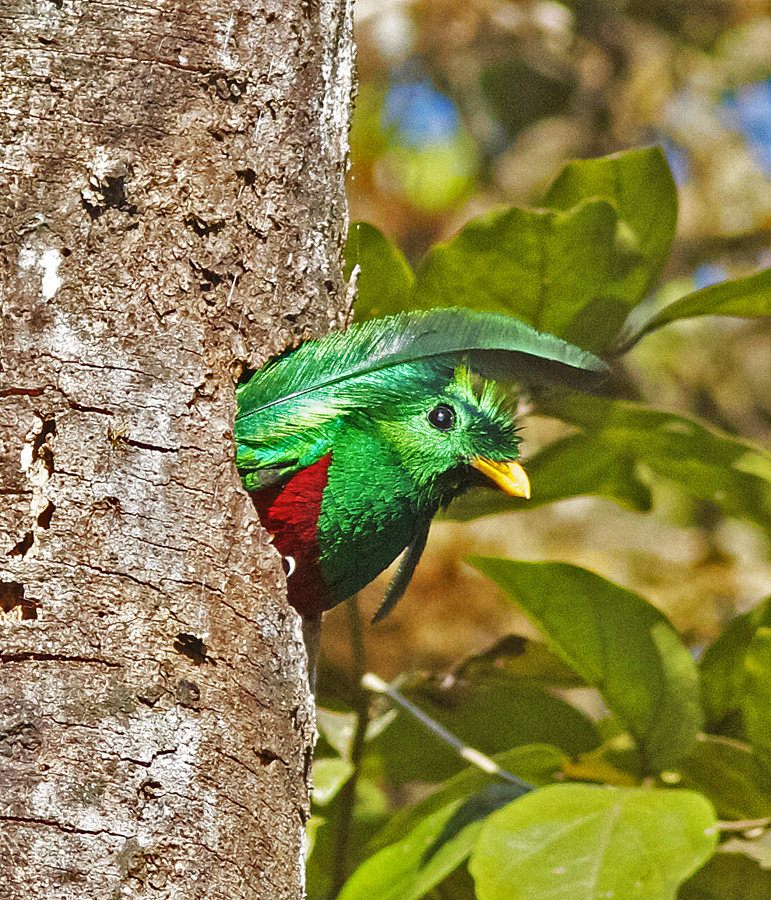
Самец квезала в дупле

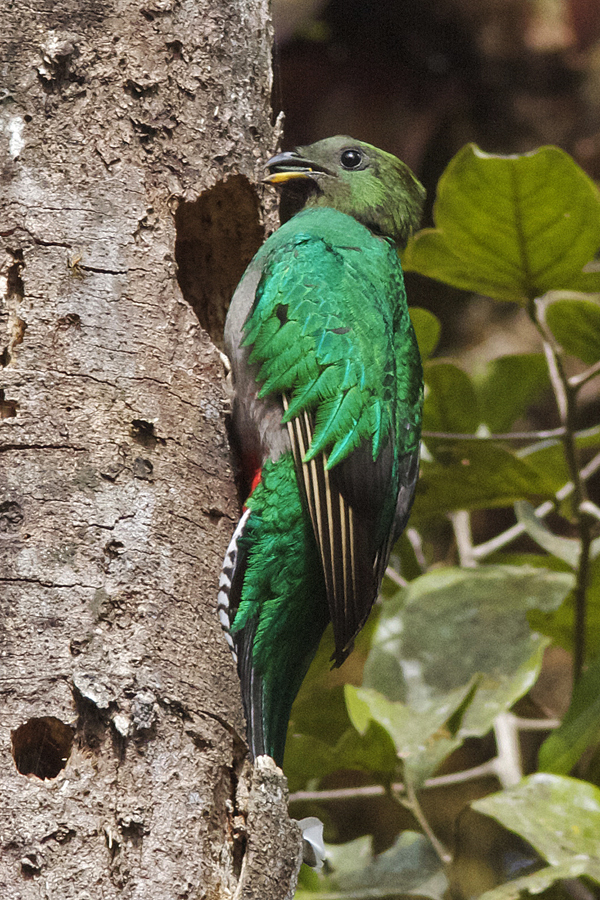
Самка квезала у дупла

Размножаются квезалы в марте—августе. Гнёзда устраивают в глубоких дуплах в стволах засохших и гниющих высоких деревьев-эмержентов, которые выдаются над пологом леса, на высоте до 27 м над землёй. Для устройства гнезда подходят только гниющие, ещё стоящие стволы, которые, как правило, встречаются только в нетронутых лесах с очень старыми деревьями. Длинный хвост у насиживающей птицы направлен вверх, поэтому для гнезда они выбирают достаточно вместительные дупла.

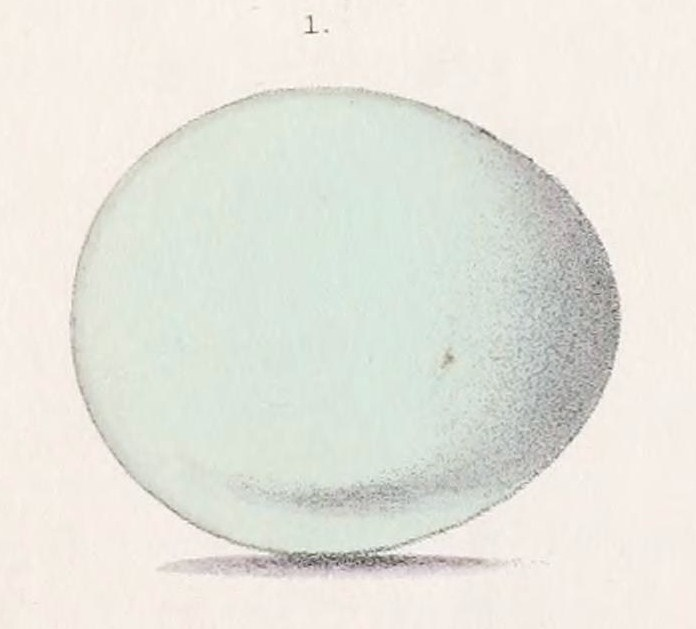
Яйцо квезала

Моногамные птицы. В кладке 1—2 однотонных глянцевитых яйца, которые самка откладывает на дно дупла без подстилки. Насиживает яйца только самка, насиживание длится 17—19 дней. Птенцы птенцового типа — вылупляются голыми, слепыми и беспомощными. Выкармливают птенцов оба родителя, полупереваренной отрыжкой, в течение 23—31 дня. В первую неделю после вылупления птенцов кормят насекомыми. Покидают гнездо птенцы полностью оперёнными.

## Охрана
Общая численность популяции гватемальского квезала в природе неизвестна, однако учёные предполагают, что она умеренно быстро сокращается из-за повсеместной вырубки лесов. Для подтверждения скорости её снижения необходим соответствующий мониторинг. В настоящее время Международный союз охраны природы и природных ресурсов (МСОП) относит гватемальского квезала к видам, находящимся в положении близком к уязвимому.
Основную угрозу для квезала представляет повсеместная вырубка лесов на протяжении всего его ареала, которая приводит как к непосредственному уничтожению среды обитания этой птицы, так и к фрагментации ещё уцелевших участков. Это относится и к местам гнездования, и к лесам, в которые она спускается в негнездовой период. Хотя в настоящее время численность популяции квезала в доколумбовые времена неизвестна, было подсчитано, что в Мексике было утрачено более 90 % первичных облачных горных лесов, что, вероятно, привело к значительному сокращению популяций квезала подвида Pharomachrus mocinno mocinno. По оценкам ученых, только на юге Мексики площадь его ареала сократилась на 82 % с 1970 года.
Кроме того, в некоторых местах, особенно на юге Мексики, угрозу для квезала представляет браконьерство. Верхние кроющие перья хвоста этой птицы местные жители не только продают иностранным туристам и музейным коллекционерам, но и используют в народной медицине и ритуалах. Только удалённость и в значительной степени недоступность мест обитания квезала предотвращают его истребление, несмотря на его охранный статус в нескольких странах.
Представляет угрозу для квезала и изменение климата. Например, на севере Коста-Рики оно позволило радужным туканам (Ramphastos sulfuratus) расширить свой ареал до высокогорья, где они стали контактировать с квезалами, став их конкурентами за дупла для гнездования, а также начали охотиться на яйца и птенцов в гнёздах кетсалей.
Квезал охраняется законом в Гватемале, Коста-Рике, Мексике и Панаме. Тем не менее, ареал этой птицы быстро сокращается в результате уничтожения мест обитания, вырубки тропических лесов и превращения склонов гор в сельскохозяйственные угодья. Квезал внесён в Приложение I СИТЕС. Для обеспечения его охраны в Центральной Америке были созданы природные заповедники, но они, как правило, небольшие по территории и включают в себя только самые критически важные для этого вида места обитания. Квезал встречается в нескольких национальных парках по всему своему ареалу. В некоторых районах Гватемалы проводятся специальные образовательные и разъяснительные мероприятия с целью повышения осведомлённости местного населения о необходимости охраны этой птицы.
Для более эффективной охраны квезалов МСОП рекомендует регулярно проводить учёт численности популяции этих птиц в природе для определения её актуальной величины и тенденций, проведение мониторинга потери и деградации среды обитания по всему ареалу вида, отслеживание местных перемещений птиц, чтобы выяснить, где они размножаются и где зимуют, создание экологических коридоров между выше и ниже расположенными горными лесами в местах обитания, чтобы облегчить сезонные перемещения птиц, охрану в горах и на низменностях лесов, используемых одними популяциями квезалов.
В 1990-х годах были предприняты попытки разведения квезалов в неволе, но они оказались безуспешными. Причина, по которой кетцали, как правило, плохо живут в неволе, заключается в том, что они не могут усваивать железо, что до недавнего времени было неизвестно. Вода, которую они пьют в своей естественной среде обитания, накапливается в растениях и цветах или в полостях в основаниях листьев (фитотельматах). Эта вода содержит дубильные вещества, нейтрализующие железо. Теперь квезалам в неволе дают дубильную кислоту, стараясь избегать в их рационе железа. Это позволяет некоторым зоопаркам содержать и даже успешно разводить этих птиц в неволе.

## В культуре

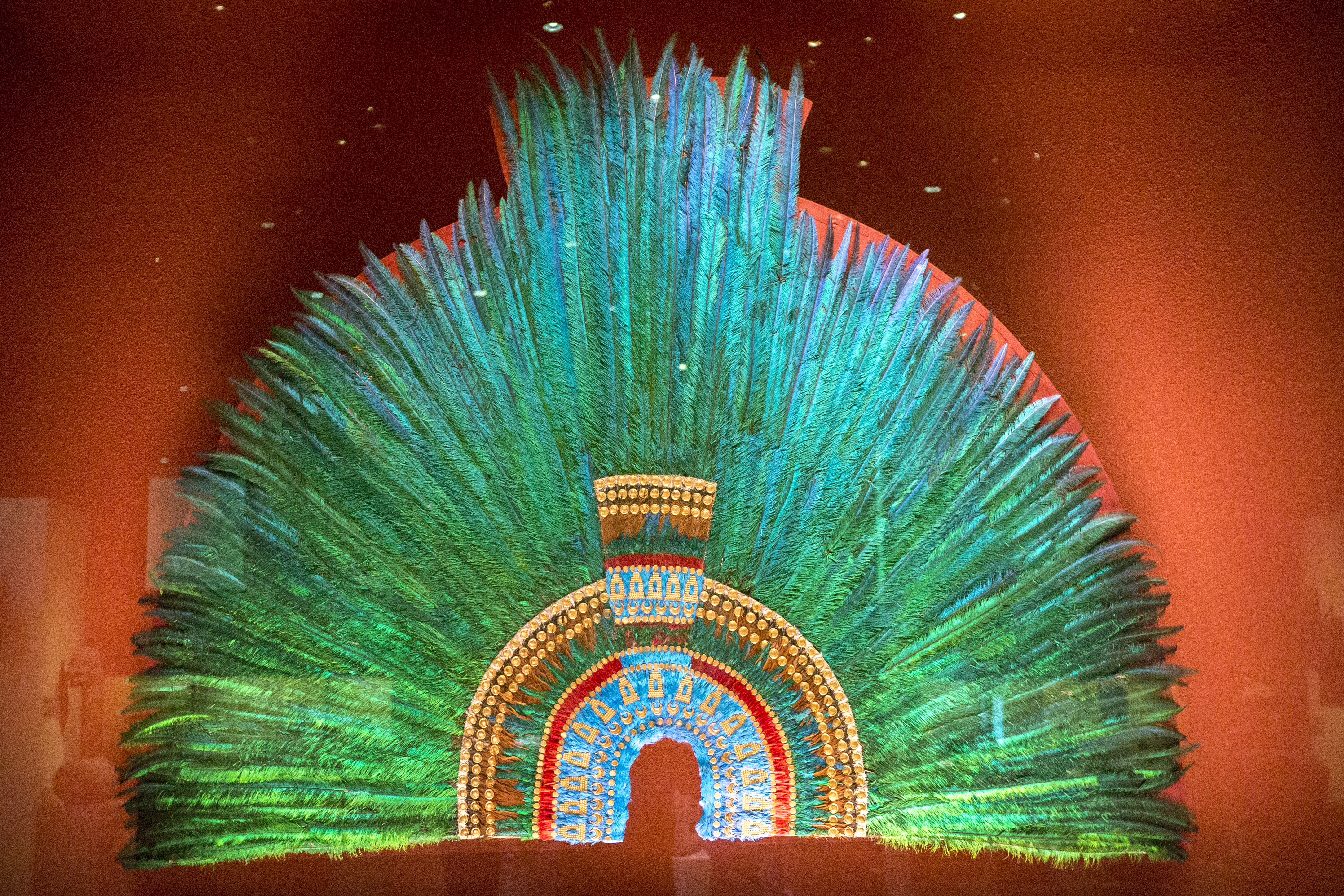
Корона императора ацтеков Монтесумы II из перьев квезала

Квезал был священной птицей у древних индейцев майя и ацтеков. Они считали его воплощением одного из их верховных божеств — пернатого змея Кетцалькоатля, бога воздуха. Слова «кетцаль» и «коатль» на языке ацтеков науатль означают «драгоценное перо» и «змея». Изображения этого божества появляются ещё во времена раннего формирования цивилизации в Мезоамерике (около 1400—900 гг. до н. э.) и свидетельствуют, что важность и почитание кетцаля в Центральной Америке насчитывают тысячелетия.

Квезал на гербе Гватемалы

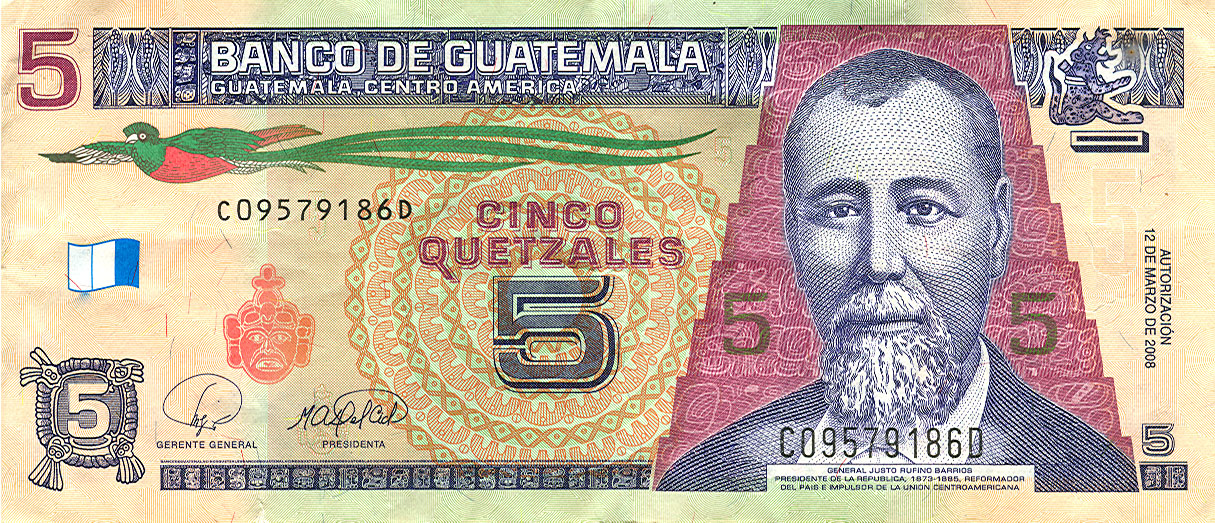
5 кетцалей Гватемалы с изображением квезала

Длинные перья надхвостья квезалов они использовали в религиозных обрядах. Для этого они ловили этих птиц живьём и никогда ни в коем случае не убивали. Ловцы вырывали у них необходимые им перья (которые у квезалов легко отделяются) и отпускали. В Венском этнологическом музее хранится уникальный артефакт культуры племени ацтеков, привезённый в Европу ещё в XVI веке, сделанный из более 450 надхвостовых перьев квезала, скреплённых золотыми пластинами. По мнению исследователей, этот предмет является головным убором. По одной версии это корона последнего императора ацтеков Монтесумы II (чему, однако, нет подтверждений), по другой — он мог быть головным убором ацтекского жреца. В любом случае этот предмет ясно свидетельствует о значительной роли, которую играли перья квезала в культуре древних центральноамериканских народов, в частности ацтеков.
У древних майя перья квезала также были одним из самых ярких и распространенных элементов одежды. На территории майя слово, которым они называли квезала, также использовалось в королевских именах. Иероглифом для него была либо фигура всей птицы, либо только её головы, что свидетельствует о том, что изображение её перьев не было необходимым, а сама птица была символом царственности и власти. Таким образом, сами перья стали важными для мезоамериканской эстетики из-за ассоциации квезала с королевской властью и сверхъестественными силами.
Во времена испанского колониального правления в Центральной Америке квезал стал символом свободы для местных жителей, среди которых существует легенда, гласящая, что грудь и брюхо этой птицы окрашены кровью павших борцов за независимость.
В современной Гватемале квезал — государственный символ страны, национальный символ свободы, он изображён на гербе этого государства, денежная единица Гватемалы называется кетцаль. Местные жители считают, что, будучи лишённой свободы, эта птица умирает от разрыва сердца. Квезалы в неволе действительно живут очень недолго.